# Polycyrtus nigrotibialis
Polycyrtus nigrotibialis là một loài tò vò trong họ Ichneumonidae.